# Casaseca de las Chanas
Casaseca de las Chanas település Spanyolországban,  Zamora tartományban. Casaseca de las Chanas Cazurra, Morales del Vino, Arcenillas, Moraleja del Vino, Gema, Jambrina és Peleas de Abajo községekkel határos. Lakosainak száma 373 fő (2024).

## Népesség
A település népessége az utóbbi években az alábbiak szerint változott:
| Lakosok száma | 360  | 360  | 387  | 420  | 419  | 381  | 385  | 390  | 375  | 373  |
|               | 2001 | 2004 | 2007 | 2009 | 2012 | 2014 | 2017 | 2019 | 2022 | 2024 |